# 熱褲

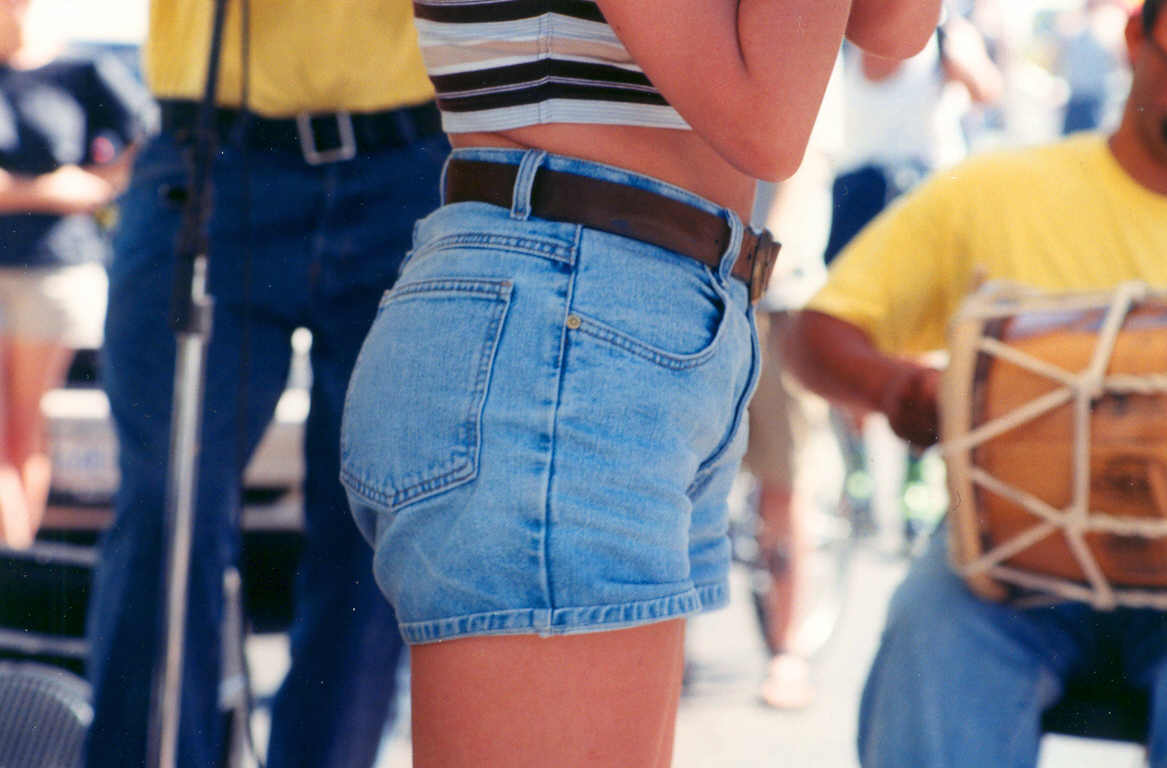
牛仔褲式的熱褲

热裤（英语：Hotpants），通常是指一种紧身超短裤，由英文「Hotpants」一词直译而来。在1970年代初期，熱褲曾短暫地成為主流時尚的一個非常流行的元素，但到 1970 年代中期，它們已與性工作者聯繫在一起，這導致了它們從時尚中墮落。然而，熱褲作為俱樂部裝繼續流行進入2010年代，經常在娛樂行業穿著，特別是作為啦啦隊服裝的一部分或舞者（尤其是替補舞者）。Britney Spears和Kylie Minogue和Pian Tang等表演者在公開表演和演講中都穿著熱褲而聞名。